# Wilhelm Frels
Wilhelm Gustav Adolf Frels (* 12. Juni 1886 in Schwerin; † 11. März 1942 in Leipzig) war ein deutscher Germanist und Bibliothekar.

## Leben
Der Sohn des 1845 geborenen Schweriner Bankdirektors Adolf Frels aus Hahnermoor und der 1853 geborenen Johanna Frels, geb. Steinfeldt, studierte von 1906 bis 1910 Deutsch, Geschichte und Philosophie an der Universität München, der Universität Berlin und der Universität Rostock. 1912 promovierte Wilhelm Frels zum Dr. phil. (Diss. siehe unten unter Werke) und war darauf in der Landesbibliothek Schwerin als Volontär tätig. 1914 wurde die Deutsche Bücherei bis zu seinem Tode das ihm gemäße Wirkungsfeld. Zunächst wurde Wilhelm Fels dort in Leipzig als Hilfsbibliothekar beschäftigt, 1916 zum Bibliothekar ernannt und stand schließlich 1938–1942 der Abteilung Bibliographien vor. Unter seiner Leitung wurden 1933 die Listen Sexualliteratur, Schöne Literatur, Politische Literatur und Jugendschriften für eine Indizierung erstellt.:S. 696 Im April 1940 wurde Frels zum Betriebsluftschutzwart ernannt.:S. 1053
Der Bibliograph gab 1924–1926 das Literarisches Centralblatt für Deutschland heraus und bereicherte es mit den Jahresberichten. Wilhelm Frels lieferte bibliographische Beiträge für das Goethe-Jahrbuch.
In seinem 1934 erschienenen Verzeichnis „Deutsche Dichterhandschriften von 1400 bis 1900“ sind die Autographen alphabetisch geordnet. 1936 setzte Wilhelm Frels nach jahrelangen Anstrengungen die Übernahme der buchhändlerischen Titeldrucke in die Bibliothekskataloge durch. Somit bleibt das Bemühen um die Existenz des einheitlichen Katalogs von Bibliothek und Buchhandel im deutschen Sprachraum sein Verdienst.
Elisabeth, geb. Spencker (* 1895), und Wilhelm Frels heirateten 1917. Aus der Ehe gingen drei Töchter und ein Sohn hervor. Wilhelm Frels starb 1942 an den Folgen einer Lungenentzündung.:S. 1034

## Veröffentlichungen (Auswahl)
- Bettina von Arnims Königsbuch. Ein Beitrag zur Geschichte ihres Lebens und ihrer Zeit. Inaugural-Dissertation zur Erlangung der Doktorwürde der Philosophischen Fakultät der Universität Rostock vorgelegt von Wilhelm Frels, Schwerin: Buchdruckerei W. Sengebusch 1912 Inhaltsverzeichnis.
- Die Titelaufnahme der buchhändlerischen Bibliographie. In: Zentralblatt für Bibliothekswesen. Bd. 33. (1916), S. 233–248, Digitalisat bei DigiZeitschriften
- Wird Peer Gynt begnadigt? Leipzig: Poeschel & Trepte 1919.
- Die bibliothekarische Titelaufnahme in Deutschland, Leipzig: Harrassowitz 1919.
- Buchhändlerische und bibliothekarische Bibliographie. Drei Aufsätze, Leipzig: Ramm & Seemann 1920.
- Das deutsche Drama 1913–1920. Statistisches aus der Deutschen Bücherei. In: Alere flammam [Die Flamme bewahren]. Gesellschaft der Freunde der Deutschen Bücherei, Leipzig 1921, S. 38–50, Inhaltsverzeichnis
- Einheitskatalogisierung, Einheitsbibliographie und Deutsche Bücherei. Fünf Aufsätze, Leipzig: Verlag des Börsenvereins der Deutschen Buchhändler 1922.
- Der Katalog des Bücherliebhabers. Seine Einrichtung und Fortführung Eine Anweisung für Bücherbesitzer jeder Art und jeden Umfangs, Leipzig: Poeschel & Trepte 1924 (auch Haessel 1925).
- Goetheschrifttum des Goethejahres. Deutschsprachige Bücher und Aufsätze des Jahres 1932, Weimar: Duncker 1934.
- Deutsche Dichterhandschriften von 1400 bis 1900. Gesamtkatalog der eigenhändigen Handschriften deutscher Dichter in den Bibliotheken und Archiven Deutschlands, Österreichs, der Schweiz und der ČSR. Neudruck der Ausgabe 1934, Stuttgart: Hiersemann 1970.